# Ikarus IK-2
Le Ikarus IK-2 était un avion militaire de l'entre-deux-guerres fabriqué en Yougoslavie.

## Conception
C'est un monoplan à ailes hautes et train d'atterrissage fixe. Il était équipé d'un moteur en ligne Hispano-Suiza 12Y semblable à celui du Morane-Saulnier MS.406 français. Le prototype vola en avril 1935, mais au cours du troisième vol d'essai, alors que le pilote effectuait des acrobaties, l'avion s'écrasa au sol à cause d'un défaut de fabrication.
Un second prototype fut construit un an plus tard, et fit l'objet d'une comparaison avec le Hawker Fury qui tourna à son avantage. Il est évident que la comparaison, en 1936, avec un biplan (au demeurant excellent comme le Fury mais dont la conception remontait à 1930) avait une valeur toute relative. 

## Engagements
Douze appareils furent construits en 1937. Huit étaient encore en service en 1941. Ils furent engagés, lors de l'invasion allemande, dans des missions de mitraillage au sol pour tenter d'empêcher la progression des colonnes allemandes.
La moitié tombèrent entre les mains du vainqueur, qui les céda aux forces armées croates.